# Drei Tage Mittelarrest (1955)
Drei Tage Mittelarrest ist eine deutsche Komödie von Georg Jacoby aus dem Jahr 1955. Der Film ist eine Neuverfilmung des Militärschwanks von 1930.

## Handlung
Der Bürgermeister einer Garnisonstadt hat eine Abneigung gegen das Militär und befindet sich in einem ständigen Zwist mit dem Garnisonskommandeur. Die Frau des Bürgermeisters, die militärische Ahnen hat, versucht immer wieder, in dem Streit zu vermitteln. Die Vermittlungsversuche erfolgen auch mit dem Hintergedanken, die Tochter Grete mit dem Oberleutnant von Feldern zu verheiraten. Der Streit eskaliert, als sich herausstellt, dass die Köchin des Bürgermeisters ein uneheliches Kind geboren hat und der Kindsvater unter den Soldaten zu suchen ist. Sowohl die Frau des Bürgermeisters als auch der Bürgermeister selbst versuchen unabhängig voneinander, einen Ersatzvater für das Kind der Köchin zu finden. Am Ende wird ein Vater gefunden. Es ist aber weder einer der beiden bürgermeisterlichen Ersatzväter noch der wirkliche Vater. Die Köchin Auguste wählt jenen Musketier, der ihr in dem Schlamassel bei der Suche nach dem Vater zur Seite gestanden ist. Erst als Bürgermeister-Neuwahlen vor der Tür stehen, sind alle Beteiligten zu Kompromissen bereit und veranstalten ein Versöhnungsfest.

## Produktion
Der gleiche Stoff wurde bereits 1930 von Regisseur Carl Boese unter diesem Titel verfilmt. Drei Tage Mittelarrest wurde im Atelier Hamburg-Wandsbek sowie in Hamburg gedreht. Erich Kettelhut und Johannes Ott schufen die Bauten, die Produktionsleitung lag in den Händen von Franz Tapper und Friedrich Kurth.  Der Film hatte seine Uraufführung am 9. September 1955 in Essen. Szenenfotos, Programmhefte und Plakate sind unter Heinz Erhardt Freunde zu sehen.

## Kritik
Das Lexikon des internationalen Films bezeichnete den Film als kalauerndes Remake einer unverwüstlichen Militärklamotte.